# Masako Takeda
La princesse Masako Takeda (恒久王妃昌子内親王, Tsunehisa Ōhi Masako naishinnō), née Masako, princesse Tsune (常宮昌子内親王, Tsune-no-miya Masako Naishinnō), 30 septembre 1888 – 8 mars 1940, est le dixième enfant et sixième fille de l'Empereur Meiji du Japon et de l'une de ses consorts, dame Sono Sachiko.

## Biographie

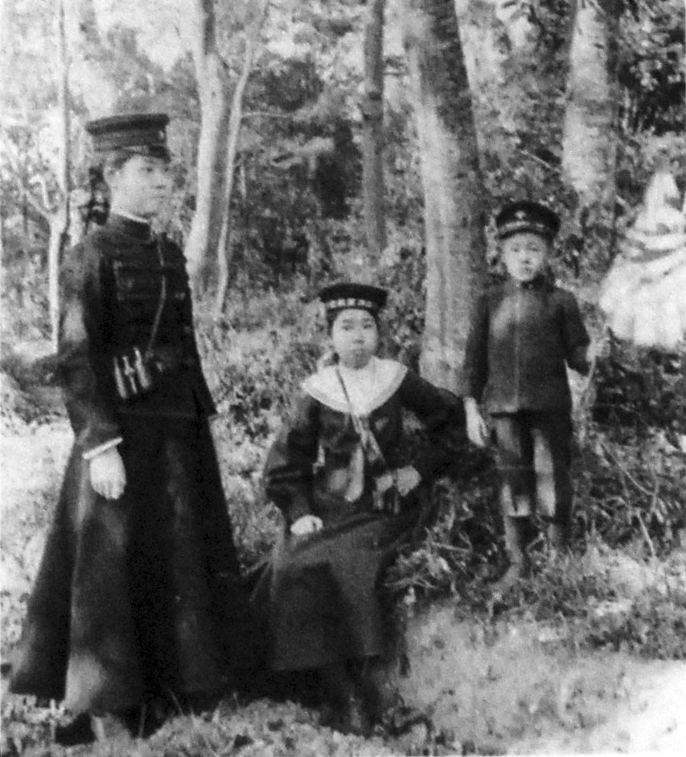
Les princesses Masako (à droite) et Fusako (à gauche). La princesse Masako porte l'uniforme féminin de la Marine impériale japonaise.

Née à Tokyo, son nom d'enfance est Tsune no miya (princesse Tsune).
Le prince Tsunehisa Takeda, son futur mari, est le fils ainé du prince Kitashirakawa Yoshihisa et donc le frère du prince Naruhisa Kitashirakawa. L'empereur Meiji autorise le prince Tsunehisa à fonder une nouvelle maison princière en mars 1906, en grande partie pour fournir une Maison appropriée au statut de sa sixième fille, la princesse Tsune. Le prince Takeda épouse la princesse Masako le 30 avril dont il a un fils et une fille :
1. Prince Tsuneyoshi Takeda (竹田宮恒徳王, Takeda-no-miya Tsuneyoshi Ō?) (1909–1992)
2. Princesse Ayako Takeda (禮子女王, Ayako Joō?), (1911–2003), épouse du comte Sano Tsunemitsu.

Elle décède le 8 mars 1940 à l'âge de 51 ans.

## Titres et styles
- 30 septembre 1888 – 30 avril 1908 : « Son altesse impériale » la Princesse Tsune
- 30 avril 1908 – 12 mai 1934 : « Son altesse impériale » la Princesse Takeda
- 12 mai 1934 – 8 mars 1940 : « Son altesse impériale » la Princesse douairière Takeda

## Honneurs
- Grand Cordon de l'Ordre de la Couronne précieuse

## Source de la traduction
- (en) Cet article est partiellement ou en totalité issu de l’article de Wikipédia en anglais intitulé « Princess Masako Takeda » (voir la liste des auteurs).